# Celia
Celia (auch Célia) ist ein weiblicher Vorname. Die spanischen Koseformen sind Celita und Celina (auch Selina).
Die männliche Variante des Namens ist Célio.

## Herkunft und Bedeutung
Zur Herkunft vom Namen Celia bestehen drei Hypothesen:
- Kurzform von Caecilia: „blind“, „dunkel“[1][2]
- Variante von Caelia (Caelius): „Himmel“[1][2]
- Kurzform von Namen mit der Endung -celia/-selia[1]

## Aussprache
Der Name Celia bzw. Célia wird in verschiedenen Sprachen unterschiedlich ausgesprochen:
- englisch: ['siliə]
- spanisch: [θe'lja], Lateinamerika: [ˈse.lja]
- portugiesisch: [ˈsɛ.ljɐ]
- französisch: [se.lja]
- italienisch: [ˈt͡ʃɛ.lja]

## Namensträgerinnen
- Célia Aymonier (* 1991), französische Biathletin und Skilangläuferin
- Celia Barquín Arozamena (1996–2018), spanische Golferin
- Celia von Bismarck (1971–2010), schweizerische NGO-Beraterin und Botschafterin des Roten Kreuzes
- Celia Bobak (* 1952), britische Szenenbildnerin
- Célia Bourgeois (* 1983), französische Skilangläuferin
- Celia Calderón de la Barca (1921–1969), mexikanische Künstlerin
- Celia Caturelli (* 1953), argentinische Künstlerin
- Celia Cerviño Ruiz (* 1997), spanische Tennisspielerin
- Celia Corres (* 1964), spanische Hockeyspielerin
- Celia Cruz (1925–2003), kubanische Reina de la Salsa (dt.: „Königin des Salsa“)
- Celia Fiennes (1662–1741), britische Reiseschriftstellerin
- Celia Fiennes (1902–1998), britische Holzschnittkünstlerin und Malerin
- Célia Foulon (* 1979), französische Ruderin, 2004 Weltmeisterin
- Celia Franca (1921–2007), kanadische Choreographin, Balletttänzerin und -lehrerin
- Celia Fremlin (1914–2009), englische Autorin
- Celia Guevara March (* 1963), kubanisch-argentinische Meeresbiologin und Tochter von Aleida March und Che Guevara
- Celia Hart Santamaría (1963–2008), kubanische Physikerin und Autorin, Tochter von Haydée Santamaría (1923–1980) und Armando Hart
- Celia M. Hunter (1919–2001), US-amerikanische Umweltschützerin
- Celia Imrie (* 1952), britische Schauspielerin
- Celia Johnson (1908–1982), britische Schauspielerin
- Celia Kim (* 1977), deutsche Schauspielerin
- Celia Kuch (* 1978), deutsche Triathletin
- Celia Laighton Thaxter (1835–1894), US-amerikanische Dichterin
- Célia Lawson (* 1974), portugiesische Sängerin
- Celia Lovsky (1897–1979), österreichisch-US-amerikanische Schauspielerin
- Celia Mara (* 1963), brasilianische Singer-Songwriterin
- Célia Martinez (* 1991), französische Geschwindigkeitsskifahrerin
- Célia Merle (* 1999), französische Triathletin und Duathletin
- Celia Nyamweru (* 1942), britisch-kenianische Kulturanthropologin und Geowissenschaftlerin
- Célia Okoyino da Mbabi (* 1988), deutsche Fußballspielerin
- Celia Paul (* 1959), britische Künstlerin
- Célia Perron (* 1997), französische Leichtathletin (Siebenkampf)
- Celia Rees (* 1949), britische Jugendbuchautorin
- Celia Sánchez (1920–1980), kubanische Revolutionärin und Politikerin
- Celia de la Serna Llosa (1928–1967), Mutter von Che Guevara
- Celia Sullohern (* 1992), australische Leichtathletin (Langstreckenlauf)
- Celia Wade-Brown (* 1956), neuseeländische Lokalpolitikerin, 2010–2016 Bürgermeisterin von Wellington, der Hauptstadt Neuseelands
- Celia Weston (* 1951), US-amerikanische Schauspielerin
- Célia Xakriabá (* 1990), indigene brasilianische Umweltaktivistin und Menschenrechtsaktivistin

## Familienname
- Athanasio Celia (* 20. Jahrhundert), Kunstmaler, Autor und Kunstexperte

## Filme
- Celia (1949), englischer Film von Francis Searle
- Celia (1989), australischer Film von Ann Turner

## Celia in Literatur und Musik
- Celia (Friedrichs Tochter), Figur aus As You Like It (1623; dt. Wie es euch gefällt) von William Shakespeare (1564–1616)
- Celia Peachum, Figur aus der Dreigroschenoper (1928) von Bertolt Brecht (1898–1956) und Kurt Weill (1900–1950)
- Celia Bowen (Hectors Tochter), Figur aus The Night Circus (2011; dt. Der Nachtzirkus, 2012) von Erin Morgenstern
- Song To Celia von Ben Jonson (1573–1637)
- Celia (1956), Jazzstandard aus dem Album Jazz Giant von Bud Powell
- Celia (2007) aus dem Album Light Your Light von Toots & the Maytals
- Celia (2009) aus dem Album The Rise Of King Richie von The Kicks
- Celia (2011) aus dem Album Little Stranger von Annah Mac

## Sonstiges
Celia ist die Schutzpatronin der Gaukler und Schauspieler.